# Etiella zinckenella
Etiella zinckenella là một loài bướm đêm thuộc họ Pyralidae. Nó được tìm thấy ở the tropics và subtropics.
Sải cánh dài 22–26 mm.

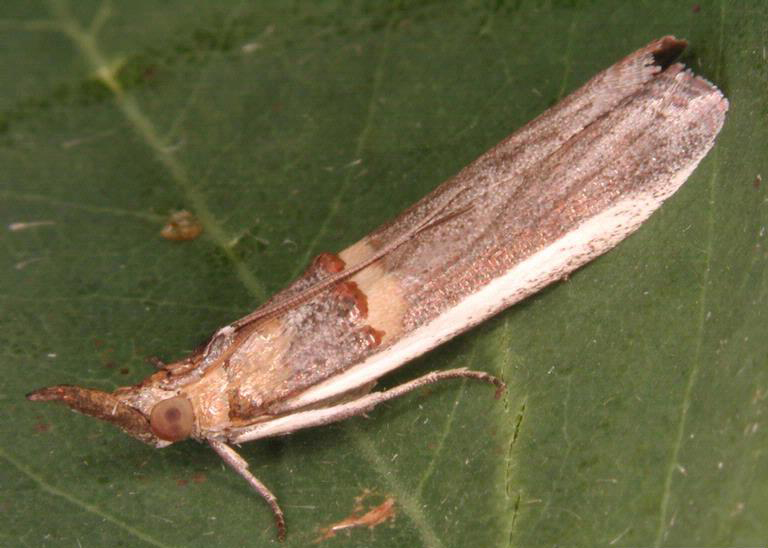

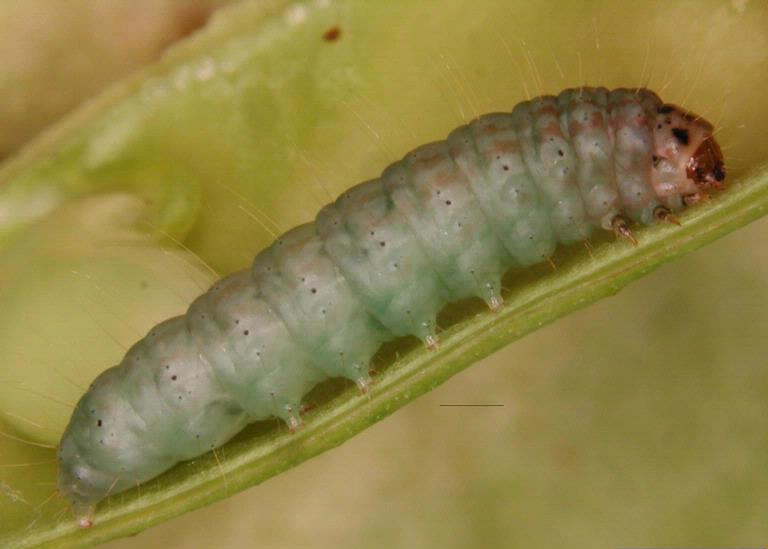
Sâu bướm

Sâu bướm ăn các loài đậu xanh, Phaseolus lunatus và other Fabaceae.

## Hình ảnh

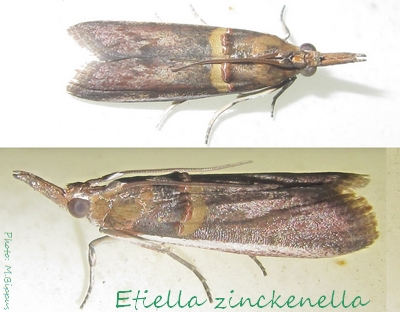